# Friedrich Schoenfelder

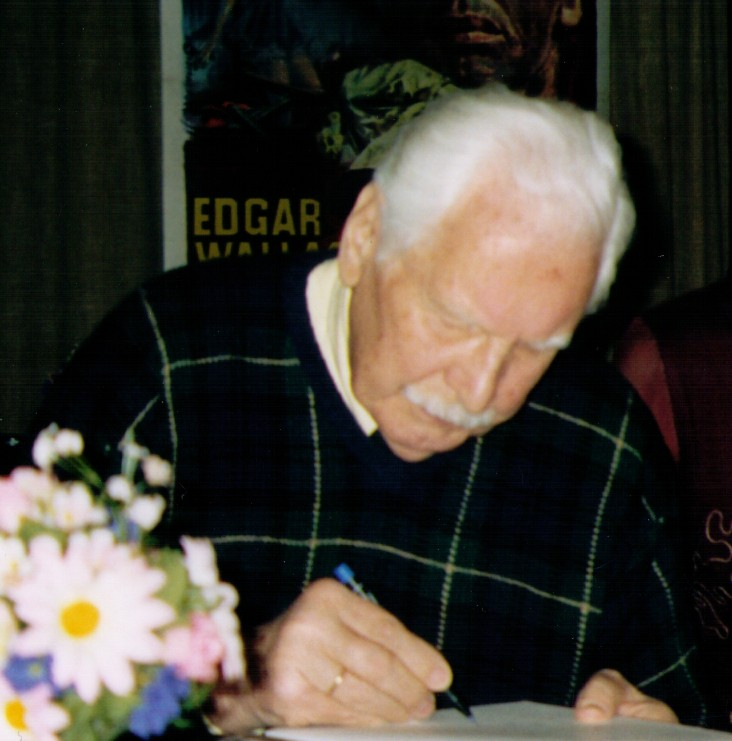
Friedrich Schoenfelder bei einem Edgar-Wallace-Treffen

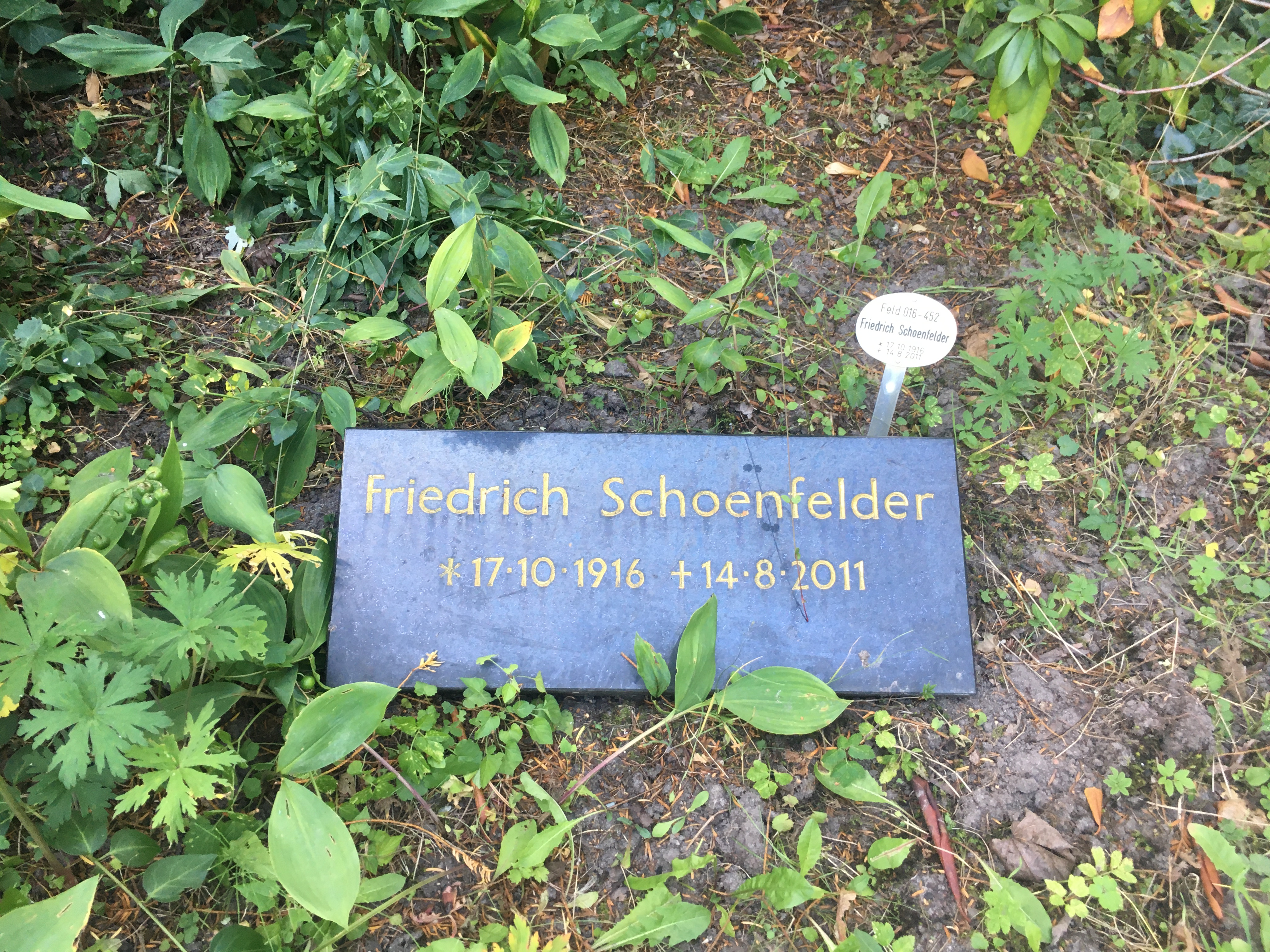
Grabstätte Friedrich Schoenfelder

Friedrich Wilhelm Schoenfelder (* 17. Oktober 1916 in Sorau, Niederlausitz; † 14. August 2011 in Berlin) war ein deutscher Schauspieler und Synchronsprecher.

## Leben
Friedrich Schoenfelder wurde als Sohn des Architekten Willi Friedrich Schoenfelder und dessen Frau Charlotte Ernestine Elise, geb. Hahn, in Sorau in der Niederlausitz geboren. Er besuchte die Freie Schulgemeinde Wickersdorf und danach die Schauspielschule des Preußischen Staatstheaters unter Gustaf Gründgens in Berlin, wo er 1936 auch sein Bühnendebüt gab. Bis 1939 war er hier engagiert.
Nach Kriegsdienst und Gefangenschaft war er von 1946 bis 1950 am Württembergischen Staatstheater Stuttgart beschäftigt, 1950 am Deutschen Theater Göttingen und von 1951 bis 1958 an den Städtischen Bühnen Frankfurt am Main. Ab 1958 war er freischaffender Schauspieler. Vorwiegend spielte er am Berliner Hebbel-Theater und an verschiedenen Berliner Häusern. Er hatte aber auch Engagements in Zürich, Wien, München, Düsseldorf, Köln, Frankfurt am Main, Dresden, Hagen, trat bei den Festspielen in Bad Hersfeld, Heppenheim und Jagsthausen auf und war mehrfach bei Tourneebühnen beschäftigt. Er war in Inszenierungen der Regisseure Gustaf Gründgens, Jürgen Fehling, Lothar Müthel, Harry Buckwitz, Erwin Piscator und vielen anderen zu sehen.
Als früh ergrauter Charakterdarsteller übernahm er ab Ende der 1950er Jahre das Rollenfach des distinguierten Gentlemans oder Bonvivants, insbesondere in Boulevard-Stücken. Zu seinen bekanntesten Theatererfolgen gehört das Musical My Fair Lady (1961), in dem er etwa 1.200 Mal (unter anderen neben Paul Hubschmid und Karin Hübner) auf der Bühne stand. Hier spielte er zunächst den Oberst Pickering und später auch die Rolle des Prof. Higgins. Weitere Auftritte hatte er in Berlin am Theater am Kurfürstendamm und an der Komödie am Kurfürstendamm in großen Publikumserfolgen wie Vater einer Tochter (1966) mit Georg Thomalla, in Komödie im Dunkeln (1967, 1987, 1998) und Pension Schöller (1997–2008) mit Winfried Glatzeder sowie am Hebbel-Theater in Der Raub der Sabinerinnen (1972) mit Rudolf Platte. Schoenfelder überzeugte jedoch auch in ernsthaften Bühnenrollen wie in Einmal Moskau und zurück (1983) am Fritz-Rémond-Theater in Frankfurt am Main.
Seit 1948 spielte Schoenfelder zudem Rollen beim Film. Nach einigen großen Hauptrollen war er ab Ende der 1950er Jahre ein vielbeschäftigter Nebendarsteller. In Melodramen und Heimatfilmen der späten 1950er Jahre, in Edgar-Wallace-Filmen der 1960er und 1970er Jahre und auch in Unterhaltungsfilmen der 1970er Jahre wirkte er mit. Schoenfelder spielte 1987 eine große Nebenrolle in dem Kinoerfolg Otto – Der neue Film mit Otto Waalkes.
Seit 1954 war Schoenfelder auch vielfältig in Fernsehproduktionen zu sehen. Auch hier wurde er in unterschiedlichen Genres besetzt. Einige Theaterinszenierungen wurden auch vom Fernsehen übertragen. Mit über 140 Film- und Fernsehrollen war er über sechzig Jahre lang ein vielbeschäftigter und bekannter Schauspieler.
Seit 1954 arbeitete Schoenfelder zudem in der Synchronisation und lieh in mehr als 400 Filmen internationalen Darstellern seine Stimme. Dazu gehörten Peter Cushing (unter anderen in Krieg der Sterne und in Frankensteins Ungeheuer), Henry Fonda (in Achterbahn), Alec Guinness (unter anderen in Kafka und in Die Stunde der Komödianten), Rex Harrison (unter anderen in My Fair Lady und in Ashanti), James Mason (in Jesus von Nazareth), William Powell (in Der dünne Mann), Vincent Price (unter anderen in Die Fliege und in Der grauenvolle Mr. X) sowie David Tomlinson (in Mary Poppins und in Die tollkühne Hexe in ihrem fliegenden Bett). Schauspieler wie David Niven (in Casino Royale, Das Superhirn, Tod auf dem Nil u. v. a.) und John Gielgud (in Gandhi und andere) verdanken Schoenfelders markanter und nonchalanter Stimme einen Großteil ihrer Popularität in Deutschland.
In der Tierfilmserie Im Reich der wilden Tiere lieh er in 140 Folgen dem amerikanischen Zoologen Marlin Perkins seine Stimme.
Als Erzähler war Schoenfelder in Filmen wie Asterix der Gallier und Der Schuh des Manitu zu hören. Daneben sprach er auch in zahlreichen Hörspielsendungen (HR) und in der Werbung. Schoenfelder moderierte im Deutschlandradio Kultur die Sendung Schoenfelders kleine Jazzmusik, die einmal monatlich von Samstag auf Sonntag im Rahmen der Jazznacht ausgestrahlt wurde. Beim Sender Freies Berlin las er ab 1973 unter dem Titel Nur für starke Nerven makaber-humorige Gruselgeschichten. Seit 2007 war er als Sprecher der Serie Little Britain im Fernsehen zu hören. Von 1984 bis 1986 übernahm er unter der Regie von Heikedine Körting verschiedene Rollen in bekannten Hörspielreihen des Hörspiellabels Europa. Von 2004 bis 2006 gehörte er anschließend zum Schauspieler-Ensemble des Hörspiel-Labels Titania Medien und übernahm unter anderem die Rolle des Earl of Dorincourt in der Vertonung des Romanklassikers Der kleine Lord von Frances H. Burnett in der Reihe Titania Special. Außerdem war er in den Reihen Gruselkabinett und Sherlock Holmes in tragenden Rollen zu hören.
Von 1990 bis 1991 führte er die DFF-Fernsehsendung Willi Schwabes Rumpelkammer unter dem Titel Rumpelkammer während der Krankheit bzw. nach dem Tod von Willi Schwabe weiter, bis sie schließlich nach der Auflösung des Senders eingestellt wurde.
Anlässlich seines 80. Geburtstages veröffentlichte er 1996 seine Memoiren Ich war doch immer ich.
2006 erlitt Schoenfelder bei einem Sturz auf die Badezimmerfliesen einen Schenkelhalsbruch und erhielt ein künstliches Hüftgelenk. Im Dezember 2006 stand Schoenfelder im Alter von 90 Jahren bereits wieder in der Farce Verdammt lang her im Renaissance-Theater in Berlin auf der Bühne. Auch ein Jahr später spielte er wiederum in dem Erfolgsstück mit. Im Juli 2008 war er in der Wiederaufnahme des Schwanks Pension Schöller zu erleben und danach im November/Dezember 2008 wiederum im Renaissance-Theater in der deutschen Erstaufführung des Theaterstückes November von David Mamet als alter, korrupter Indianerhäuptling. Schoenfelders Bühnenkarriere umspannte somit einen Zeitraum von über 70 Jahren. Daneben gab er auch im hohen Alter noch Leseabende in und außerhalb Berlins, zuletzt im Mai 2010.
Friedrich Schoenfelder starb am 14. August 2011 im Alter von 94 Jahren in Berlin-Spandau an Prostatakrebs. Sein Grab befindet sich auf dem Friedhof Zehlendorf. (Feld 016-452)

## Filmografie (Auswahl)

### Kinofilme
- 1949: Tragödie einer Leidenschaft
- 1950: Königskinder
- 1950: Fünf unter Verdacht
- 1950: Liebe auf Eis
- 1954: Viktoria und ihr Husar
- 1956: Von der Liebe besiegt
- 1958: Madeleine und der Legionär
- 1958: Der eiserne Gustav
- 1959: Peter schießt den Vogel ab
- 1959: Unser Wunderland bei Nacht
- 1959: Menschen im Hotel
- 1959: Abschied von den Wolken
- 1960: Das kunstseidene Mädchen
- 1960: Ein Student ging vorbei
- 1960: Der Rächer
- 1960: Bis dass das Geld Euch scheidet …
- 1960: Willy, der Privatdetektiv
- 1960: Sabine und die 100 Männer
- 1961: Mein Mann, das Wirtschaftswunder
- 1961: Frau Cheneys Ende
- 1962: Wilde Wasser
- 1962: Ich bin auch nur eine Frau
- 1963: Die weiße Spinne
- 1963: Der schwarze Abt
- 1964: Das Wirtshaus von Dartmoor
- 1966: Lange Beine – lange Finger
- 1967: Pension Clausewitz
- 1969: Das ausschweifende Leben des Marquis de Sade (De Sade)
- 1969: Die Herren mit der weißen Weste
- 1970: Heintje – Einmal wird die Sonne wieder scheinen
- 1970: Was ist denn bloß mit Willi los?
- 1970: Unsere Pauker gehen in die Luft
- 1971: Die Tote aus der Themse
- 1979: Aufwind
- 1979: Der Magier
- 1983: Kiez – Aufstieg und Fall eines Luden
- 1986: Caspar David Friedrich – Grenzen der Zeit
- 1986: Gestatten, Bestatter
- 1987: Otto – Der neue Film
- 2008: Morgen, ihr Luschen! Der Ausbilder-Schmidt-Film

### Fernsehen
- 1954: Kinderbücher für Erwachsene (Folge 1x01)
- 1954: Der kleine Prinz
- 1955: Die Galerie der großen Detektive (Folge 1x04)
- 1955: Kopf in der Schlinge
- 1956: Öl und Champagner
- 1957: Mrs. Cheneys Ende
- 1957: Das heiße Herz
- 1958: Eine Geschichte aus Soho: Der Dank der Unterwelt
- 1958: Die Bürger von Calais
- 1958: Jim und Jill
- 1959: Mein Freund Harvey
- 1959: Der Mann im Manne
- 1959: Die Fledermaus
- 1960: Am grünen Strand der Spree (Mini-Serie, 4. Teil)
- 1960: Toter gesucht
- 1961: Die Sache mit dem Ring
- 1962: Jeder stirbt für sich allein
- 1963: Berlin-Melodie
- 1963: Bezauberndes Fräulein
- 1963: Sophienlund
- 1963: Ein Windstoß
- 1964: Show hin – Schau her
- 1966: Quadrille
- 1966: Förster Horn (Folge 1x08)
- 1966: Weiß gibt auf
- 1966: Vater einer Tochter
- 1967: Hugenberg – Gegen die Republik
- 1967: Das Attentat – Schleicher: General der letzten Stunde
- 1967: Der Tod läuft hinterher (Folge 1x02)
- 1968: Die Rivalin
- 1968: Familie Musici
- 1968: Cliff Dexter (Folge 2x11)
- 1968: Das Ferienschiff
- 1969: Der gemütliche Samstagabend
- 1969: Waterloo
- 1970: Die lieben Kinder
- 1970: Das Mädchen seiner Träume
- 1970: Giuditta – Freunde das Leben ist lebenswert
- 1971: Der Raub der Sabinerinnen
- 1971: Komische Geschichten mit Georg Thomalla
- 1971: Duell zu dritt (Folge 1x12)
- 1971: Ein toller Dreh
- 1971: Glückspilze
- 1972: Das System Fabrizzi
- 1972: Semesterferien (Folgen 1x01, 1x13)
- 1972: Unter anderem Ehebruch
- 1973: Algebra um Acht (Folge 1x04)
- 1974: Madame Pompadour
- 1975: Beschlossen und verkündet (Folgen 1x06, 1x09)
- 1975: Kommissariat 9 (Folge 1x10)
- 1976: Die Sendung mit Paul
- 1977: Drei Damen vom Grill (Folge 1x02)
- 1977: Erben ist menschlich
- 1977: Ein Sommernachtsball
- 1977: Sanfter Schrecken
- 1977: Begegnung im Herbst
- 1979: Die Koblanks
- 1979: Hatschi!!
- 1979: Aktion Abendsonne
- 1980: Guten Abend, Mrs. Sunshine
- 1981: Der Schützling
- 1984: Turf
- 1984: Tanzschule Kaiser
- 1986: Detektivbüro Roth (Folge 1x03)
- 1987: Mrs. Harris fährt nach Moskau
- 1988: Die Wicherts von nebenan (sieben Folgen)
- 1988: Ein Fall für zwei (Folge 8x05: Caesars Beute)
- 1988: Justitias kleine Fische
- 1988: Romeo mit grauen Schläfen
- 1990: Willi – Ein Aussteiger steigt ein
- 1990–1992: Rumpelkammer
- 1991: Insel der Träume (Folge 2x06)
- 1991: Vorsicht! Falke!
- 1992: Ein Heim für Tiere (Folge 8x01)
- 1993–1994: Immer wieder Sonntag (sechs Folgen)
- 1994: Berliner Weiße mit Schuß (Folge 1x18)
- 1994: Glück im Grünen
- 1995: Das Traumschiff – Tasmanien
- 1997: Pension Schöller
- 1999: Das Mädchen aus der Torte
- 2000: Unser Charly (Folge 5x02)
- 2002: Das Schloss des Grauens
- 2003: SOKO Leipzig (Folge 3x08)
- 2003: Großstadtrevier (Folge 11x13)
- 2003: Ein Banker zum Verlieben
- 2004: Tatort – Herzversagen
- 2006: Ein starkes Team – Sippenhaft (Fernsehserie, Folge 1x31)
- 2006: Das unreine Mal
- 2007: In aller Freundschaft (Folge 9x41)
- 2007: Kinder, Kinder (Folge 1x09)
- 2007: Der Landarzt (Folge 16x13)
- 2010: Lotta & die alten Eisen
- 2010: SOKO Stuttgart (Folge 2x02)

### Synchronarbeiten
David Niven
- 1959: Ehegeheimnisse als Chris Walters
- 1960: Wolken sind überall als David Slater
- 1961: Liebenswerte Gegner als Major Richardson
- 1964: Zwei erfolgreiche Verführer als Lawrence Jameson
- 1965: Dolche in der Kasbah als Dr. Jason Love
- 1966: Casino Royale als Sir James Bond
- 1968: Die Pille war an allem schuld als Gerald Hardcastle
- 1969: Das Superhirn als Col. Carol Matthews
- 1972: König, Dame, Bube als Charles Dreyer
- 1974: Jede Frau braucht einen Engel als Bischof Henry Brougham
- 1974: Vampira als Graf Dracula
- 1975: Papiertiger als „Major“ Walter Bradbury
- 1976: Eine Leiche zum Dessert als Dick Charleston
- 1978: Tod auf dem Nil als Colonel Johnny Race
- 1980: Der Löwe zeigt die Krallen als Chief Insp. Cyril Willis
- 1980: Die Seewölfe kommen als Col. W.H. Grice

Vincent Price
- 1956: Die Bestie als Walter Kyne
- 1959: Die Rückkehr der Fliege als Francois Delambre
- 1963: Tagebuch eines Mörders als Magistrate Simon Cordier
- 1963: Ruhe Sanft GmbH als Waldo Trumbull
- 1969: Im Todesgriff der roten Maske als Sir Julian Markham
- 1973: Die Fliege als François Delambre
- 1984: Schwarze Geschichten als Locke / Fortunato / Valdemar
- 1984: Die blutige ernste Geschichte des Grafen Dracula als Sinister Mann
- 1987: Wale im August als Mr. Maranov
- 1988: Das Haus der langen Schatten als Lionel Grisbane
- 1989: Percy als Stavos Mammonian

Peter Cushing
- 1964: Frankensteins Ungeheuer als Baron Frankenstein
- 1965: Der Schädel des Marquis de Sade als Dr. Christopher Maitland
- 1966: Insel des Schreckens als Dr. Brian Stanley
- 1967: Frankenstein schuf ein Weib als Baron Frankenstein
- 1969: Frankenstein sucht ein neues Opfer als Baron Frankenstein
- 1970: Gruft der Vampire als General von Spielsdorf
- 1972: Nachts, wenn das Skelett erwacht als Emmanuel Hildern
- 1972: Dracula jagt Minimädchen als Professor van Helsing
- 1974: Das Schreckenshaus des Dr. Death als Herbert Flay
- 1977: Krieg der Sterne als Gouverneur Tarkin
- 2004: Frankensteins Höllenmonster als Baron Victor Frankenstein/Dr. Carl Victor

Rex Harrison
- 1964: My Fair Lady als Henry Higgins
- 1964: Der gelbe Rolls-Royce als Lord Charles Frinton
- 1965: Michelangelo – Inferno und Ekstase als Papst Julius II.
- 1967: Doktor Dolittle als Dr. John Dolittle
- 1968: Ein Floh im Ohr als Victor Chandebisse/Poche
- 1969: Unter der Treppe als Charles Dyer
- 1979: Ashanti als Brian Walker

Michael Gough
- 1958: Dracula als Arthur Holmwood
- 1989: Batman als Alfred Pennyworth
- 1992: Batmans Rückkehr als Alfred Pennyworth
- 1994: Nostradamus als Jean de Remy
- 1995: Batman Forever als Alfred Pennyworth
- 1997: Batman & Robin als Alfred Pennyworth

James Mason
- 1962: Flucht aus Zahrain als Johnson
- 1962: Lolita als Prof. Humbert Humbert/Erzähler
- 1974: Brillanten und Kakerlaken als Charles D. Watts
- 1975: Inside Out – Ein genialer Bluff als Ernst Furben
- 1978: Der Himmel soll warten als Mr. Jordan
- 1983: Dotterbart als Captain Hughes

John Gielgud
- 1974: Mord im Orient-Express als Beddoes
- 1980: Der Elefantenmensch als Carr Gomm
- 1982: Gandhi als Lord Irwin
- 1992: Im Glanz der Sonne als St. John
- 1996: Looking for Richard als John Gielgud

Alec Guinness
- 1966: Das Quiller-Memorandum – Gefahr aus dem Dunkel als Pol
- 1967: Die Stunde der Komödianten als Major H. O. Jones
- 1972: Bruder Sonne, Schwester Mond als Papst Innozenz III.
- 1991: Kafka als Chief Clerk

Gabriele Ferzetti
- 1957: Mit Melone und Glacehandschuhen als Cesare Plebari aka Desiderio
- 1960: Hannibal als Fabius Maximus
- 1968: Ein heißer November als Biagio

Peter Lawford
- 1962: Der längste Tag als Lord Lovat
- 1969: Jerry, der Herzpatient als Dr. Scott Carter
- 1970: Die Pechvögel als Christopher Pepper

David Tomlinson
- 1964: Mary Poppins als George W. Banks
- 1968: Ein toller Käfer als Thorndyke
- 1971: Die tollkühne Hexe in ihrem fliegenden Bett als Emelius Browne

Henry Fonda
- 1965: Erster Sieg als Admiral Nimitz
- 1965: Spione unter sich als Dimitri Koulov
- 1977: Achterbahn als Simon „Sy“ Davenport

Max von Sydow
- 1965: Sieben reiten in die Hölle als Scott Swenson
- 1975: Warum bellt Herr Bobikow? als Prof. Filipp Filippovich Preobrazenski
- 1991: Der Kuß vor dem Tode als Thor Carlsson

Ferdy Mayne
- 1968: Pforten des Paradieses als Ludwig von Vendome
- 1984: Hart aber herzlich als Kasin
- 1986: Piraten als Captain Linares

Peter O’Toole
- 1969: Goodbye, Mr. Chips als Arthur Chipping
- 1993: Die siebente Münze als Emil Saber
- 2008: Bright Young Things als Colonel Blount

Harold Gould
- 1980: Fast wie in alten Zeiten als Richter John Channing
- 1996: Killer – Tagebuch eines Serienmörders als Henry Lesser (alt)
- 1998: Patch Adams als Arthur Mendelson

Don Ameche
- 1986: Coup mit alten Meistern als Frank Aherne
- 1987: Bigfoot und die Hendersons als Dr. Wrightwood
- 1988: Der Prinz aus Zamunda als Mortimer Duke

Leslie Phillips
- 1995: Die Katze von Kensington als Sir John
- 1997: Der Schakal als Woolburton
- 2000: Grasgeflüster als Rev. Gerald Percy

Tom Baker
- 2007: Little Britain als Erzähler
- 2008: Little Britain Abroad als Erzähler
- 2008: Little Britain USA als Erzähler

Henry Daniell
- 1958: Der große Diktator als Garbitsch
- 1962: Fünf Wochen im Ballon als Scheich Ageiba

Wesley Addy
- 1964: Wiegenlied für eine Leiche als Sheriff Luke Standish
- 1970: Tora! Tora! Tora! als Lt. Commander Alwin D. Kramer

Gérard Landry
- 1967: Der Sarg bleibt heute zu als Commandant Fernion
- 1973: Auch die Engel essen Bohnen als Zuschauer beim Boxen

Tom Felleghy
- 1968: Fünf gegen Casablanca als Col. Ross
- 1968: Andere beten – Django schießt als Marlow

Fernando Rey
- 1971: French Connection als Alain Charnier
- 1975: French Connection 2 als Alain Charnier

Eddie Albert
- 1975: Straßen der Nacht als Leo Sellers
- 1976: Rasende Gewalt als Alex Warren

Jacques François
- 1979: Und jetzt das Ganze nochmal von vorn als Monsieur Henri
- 1993: Da graust sich ja der Weihnachtsmann als Apotheker

Donald Moffat
- 1989: Music Box – Die ganze Wahrheit als Harry Talbot
- 1996: Jahre der Zärtlichkeit – Die Geschichte geht weiter als Hector Scott

Dick Cusack
- 1993: Auf der Flucht als Walter Gutherie
- 1996: Außer Kontrolle als Senatsvorsitzender im Ausschuss

Pat Morita
- 1998: Mulan als Kaiser
- 2004: Mulan 2 als Kaiser

#### Filme
- 1953: Im Banne des blonden Satans (Eddie Constantine als Lemmy Caution)
- 1962: Das letzte Kommando (Lawrence Dobkin als General Crook)
- 1964: James Bond 007 – Goldfinger (Cec Linder als Felix Leiter)
- 1968: Tschitti Tschitti Bäng Bäng (Stanley Unwin als Kanzler von Bulgaria)
- 1971: James Bond 007 – Diamantenfieber (Laurence Naismith als Sir Donald Munger)
- 1975: Zwiebel-Jack räumt auf (Sterling Hayden als Henry Pullitzer)
- 1983: Der Hund von Baskerville (Earle Cross als Dr. Watson)
- 1984: Die Ewoks – Karawane der Tapferen (Burl Ives als Erzähler)
- 1986: Basil, der große Mäusedetektiv (Val Bettin als Dr. Wasdenn)
- 1988: In der Arche ist der Wurm drin (als Der Alte)
- 1989: In 80 Tagen um die Welt (Christopher Lee als Stuart)
- 1989: Charlie – Alle Hunde kommen in den Himmel (als Erzähler)
- 1991: Die Schöne und das Biest (David Ogden Stiers als Erzähler)
- 1991: Boy Soldiers (Mason Adams als FBI-Direktor Otis Brown)
- 1994: Schneewittchen und die sieben Zwerge (als Erzähler)
- 2000: Dragonheart – Ein neuer Anfang (Anthony O’Donnell als Alter Mansel)
- 2000: Die Abenteuer von Santa Claus (Hal Holbrook als Master Woodsman)
- 2001: Der Schuh des Manitu (als Erzähler)
- 2001: Pakt der Wölfe (Hans Meier als Marquis d’Apcher)
- 2004: Back to Gaya (Patrick Stewart als Albert Drollinger)
- 2004: Die Reise ins Glück (als Erzähler)
- 2006: Cars (Paul Newman als Doc Hudson)
- 2006: Oh, wie schön ist Panama (als Paradiesvogel)
- 2007: Der kleine König Macius (als König Friedewald)
- 2008: Asterix bei den Olympischen Spielen (Pierre Tchernia als Erzähler)
- 2009: Isnogud – Der bitterböse Großwesir (Daniel Russo als Erzähler)

#### Serien
- 1973–1988: Im Reich der wilden Tiere (Marlin Perkins als Gastgeber)
- 1991: Chip und Chap – Die Ritter des Rechts (Jim Cummings als Ratt Capone)
- 1993–1995: Harrys Nest (Richard Mulligan als Dr. Harry Weston)
- 2003: Momo (als Meister Hora)

## Hörspiele und Hörbücher (Auswahl)
- 1946: Mark Twain: Die Millionen-Pfundnote (Lloyd Hastings) – Regie: Alfred Vohrer (Hörspiel – SDR)
- 1947: Carl Zuckmayer: Der Hauptmann von Köpenick (Feldwebel) – Regie: Alfred Vohrer (Hörspiel – SDR)
- 1975: Henry Slesar: Die Sache mit der freundlichen Kellnerin (Erzähler) – Regie: Friedhelm von Petersson (SFB / RB)
- 2004: Sherlock Holmes: Das Zeichen der Vier (=Krimi Klassiker Folge 2). Neu aufgelegt 2014 unter dem Titel Arthur Conan Doyle: Sherlock Holmes, Folge 11: Das Zeichen der Vier (Williams) – Buch und Regie: Marc Gruppe (Titania Medien)[9]
- 2004: A. K. Tolstoi: Die Familie des Vampirs. (Erzähler) – Buch und Regie: Marc Gruppe (= Gruselkabinett Folge 3, Titania Medien). Neu aufgelegt 2006.[10]
- 2004: Charles Dickens: Fröhliche Weihnachten, Mr. Scrooge. (Erzähler, Geist 1) - Buch und Regie: Marc Gruppe (= Titania Special Folge 1, Titania Medien). Neu aufgelegt 2006.[11]
- 2005: Frances H. Burnett: Der kleine Lord (Earl of Dorincourt) – Buch und Regie: Marc Gruppe (= Titania Special Folge 2, Titania Medien). Neu aufgelegt 2006.[12]
- 2006: Robert Louis Stevenson: Dr. Jekyll und Mr. Hyde. (Poole) – Buch und Regie: Marc Gruppe (= Gruselkabinett Folge 10, Titania Medien)[13]
- 2008: Star Wars: Dark Lord – nach dem Roman Dunkler Lord: Der Aufstieg des Darth Vader von James Luceno – (Moff Tarkin) – Regie und Drehbuch: Oliver Döring, ISBN 978-3-8291-2157-6

## Hörbücher (Auswahl)
- 2007: Aus meinem Leben. Hörbuch gelesen vom Autor, Michael Jung Verlag, ISBN 978-3-89882-084-4
- 2008:  Der Spieler (Audible)[14]
- 2010: Ein Weihnachtslied in Prosa (A Christmas Carol), Steinbach sprechende Bücher, ISBN 978-3-86974-043-0

## Theater
- 1937: Was ihr wollt (Preußisches Staatstheater / Schauspielhaus am Gendarmenmarkt Berlin) Regie: Gustaf Gründgens mit: Marianne Hoppe, Wolfgang Liebeneiner
- 1937: Richard III. (Preußisches Staatstheater / Schauspielhaus am Gendarmenmarkt Berlin) Regie: Jürgen Fehling mit: Werner Krauss, Walter Franck, Claus Clausen, Günther Hadank, Hannsgeorg Laubenthal, Bernhard Minetti, Albert Florath, Paul Bildt, Maria Koppenhöfer, Hermine Körner, Elsa Wagner, Lotte Betke
- 1937: Die Kameliendame (Kleines Haus des Preußischen Staatstheaters Berlin) Regie: Gustaf Gründgens mit: Käthe Dorsch, Lola Müthel, Wolfgang Liebeneiner, Friedrich Kayssler, Gerd Martienzen
- 1938: Pygmalion (Preußisches Staatstheater / Schauspielhaus am Gendarmenmarkt Berlin) Regie: Hans Leibelt mit: Werner Krauß, Maria Bard, Lina Lossen, Hans Leibelt
- 1938: Der Siebenjährige Krieg (Preußisches Staatstheater / Schauspielhaus am Gendarmenmarkt Berlin) Regie: Gustaf Gründgens mit: Gustaf Gründgens, Hermine Körner, Gustav Knuth, Bernhard Minetti, Walter Franck, Kurt Meisel
- 1938: Madame Sans-Géne (Kleines Haus des Preußischen Staatstheaters Berlin) Regie: Ulrich Erfurth mit: Käthe Dorsch, Gustav Knuth, Walter Franck
- 1938: Südfrüchte (Kleines Haus des Preußischen Staatstheaters Berlin) Regie: Gustaf Gründgens mit: Werner Krauss, Käthe Dorsch, Gustav Knuth
- 1939: Hamlet (Preußisches Staatstheater / Schauspielhaus am Gendarmenmarkt Berlin) Regie: Lothar Müthel mit: Gustaf Gründgens, Walter Franck, Käthe Gold/Marianne Hoppe, Paul Hartmann, Paul Bildt, Günther Hadank, Kurt Meisel, Walter Tarrach, Volker von Collande
- 1940: König Ottokars Glück und Ende (Preußisches Staatstheater / Schauspielhaus am Gendarmenmarkt Berlin) Regie: Hans Schalla mit Bernhard Minetti, Maria Koppenhöfer, Albert Florath, Alfred Schieske, Kurt Meisel, Pamela Wedekind, Paul Hartmann, Hannsgeorg Laubenthal
- 1947: Die Bernauerin (Württembergisches Staatstheater Stuttgart) mit: Godela Orff, Fritz Klippel
- 1947: Viel Lärm um nichts (Württembergisches Staatstheater Stuttgart) mit: Edith Heerdegen
- 1948: Der Ackermann und der Tod (Festspiele Eßlingen) Regie: Fritz Klippel mit: Udo Löptin
- 1948: Undine (Württembergisches Staatstheater Stuttgart) mit: Ruth Hellberg
- 1950: Der Gesang im Feuerofen (Deutsches Theater Göttingen) Regie: Heinz Hilpert mit: Hilde Krahl, Tatjana Iwanow, Alois Garg
- 1951: Mary Rose (Städtische Bühnen Frankfurt/Main) Regie: Lothar Müthel mit: Solveig Thomas
- 1951: Egmont (Städtische Bühnen Frankfurt/Main) Regie: Lothar Müthel mit: Hannsgeorg Laubenthal, Emil Lohkamp, Erik Schumann, Klausjürgen Wussow
- 1951: Der Menschenfeind (Städtische Bühnen Frankfurt/Main) Regie: Lothar Müthel mit: Bernhard Minetti, Konrad Georg, Solveig Thomas, Karl Lieffen
- 1952: Romeo und Jeanette (Freie Volksbühne Berlin) Regie: Ulrich Erfurth
- 1952: Was ihr wollt (Städtische Bühnen Frankfurt/Main) mit: Marina Ried
- 1953: Das heiße Herz (Städtische Bühnen Frankfurt/Main) Regie: Leo Mittler mit: Hanns Lothar, Erik Schumann
- 1954: Madame Sans-Géne (Städtische Bühnen Frankfurt/Main) Regie: Paul Esser
- 1954: Dantons Tod (Städtische Bühnen Frankfurt/Main) Regie: Harry Buckwitz
- 1955: Der kaukasische Kreidekreis (Städtische Bühnen Frankfurt/Main) Regie: Harry Buckwitz mit: Käthe Reichel, Hanns Ernst Jäger, Karl Lieffen, Udo Vioff
- 1955: Das kleine Teehaus (Städtische Bühnen Frankfurt/Main) Regie: Arno Assmann
- 1955: Bunbury (Städtische Bühnen Frankfurt/Main) Regie: Helmut Geng mit: Klausjürgen Wussow, Elisabeth Wiedemann, Anita Mey, Hannelore Hinkel
- 1956: George Dandin (Freie Volksbühne Berlin) Regie: Heinrich Koch mit: Ernst Schröder, Herbert Hübner, Klaramaria Skala, Käthe Jaenicke, Friedel Schuster, Peter Schiff, Hugo Schrader
- 1956: Tartuffe (Theater am Kurfürstendamm Berlin) Regie: Heinrich Koch mit: Ernst Schröder, Klaramaria Skala, Käte Jaenicke, Peter Schiff
- 1957: Der Walzer des Toreros (Städtische Bühnen Frankfurt/Main) Regie: Arno Assmann mit Wolfgang Schirlitz, Elisabeth Kuhlmann, Rosemarie Weindel, Almuth Ullerich, Peter Fricke, Johanna Wichmann
- 1958: Jedermann (Festspiele Krefeld) Regie: Heinz Rippert mit: Tilla Durieux, Claus Clausen, Hilde Körber, Heidi Kuhlmann, Anna Dammann
- 1958: Ein Mann Gottes (Hebbel-Theater Berlin) Regie: Klaus Schrader mit: Ruth Scheerbarth, Hela Gerber, Lore Braun, Harald Sawade, Bruno Karl
- 1958: Zeitgrenze (Freie Volksbühne Berlin) Regie: Leonard Steckel mit: Mathias Wieman, Heinz Giese, Karl John, Rudi Geske, Ingeborg Körner, Reinhard Brandt, Karin Hardt, Kurt Jaggberg, Hans Binner
- 1958: Der Sturm (Freie Volksbühne Berlin) Regie: Leonard Steckel mit: Rudolf Forster, Alwy Becker, Reinhard Brandt, Kurt Jaggberg, Malte Jaeger, Heinrich Schweiger, Rudolf Rhomberg, Hans Hessling, Hans Putz, Ralf Wolter
- 1959: Zwei Herren aus Verona (Hebbel-Theater Berlin) Regie: Ilo von Jankó mit: Helmuth Lohner/Claus Tinney, Monika Peitsch, Linda Geiser
- 1960: Ein Frühlingstag im Herbst (Berliner Theater) Regie: Hela Gerber mit: Inken Deter, Elfie Dugal, Wolfgang Condrus
- 1960: Ein idealer Gatte (Komödie am Kurfürstendamm Berlin) Regie: Harry Meyen mit: Harry Meyen, Ingeborg Körner, Agnes Windeck, Edith Schneider, Walter Suessenguth
- 1961: Der Groß-Cophta (Freie Volksbühne Berlin) Regie: Gustav Manker mit: Hanns Ernst Jäger, Friedel Schuster, Brigitte Grothum, Walther Suessenguth
- 1961: My fair Lady (Theater des Westens Berlin) Regie: Sven Aarge Larsen mit: Paul Hubschmid, Karin Hübner, Alfred Schieske, Agnes Windeck, Rex Gildo, Karin Hardt, Erich Fiedler, Boris Greverus, Hans Hardt
- 1964: Androkulus und der Löwe (Freie Volksbühne Berlin) Regie: Erwin Piscator mit: Georg Thomalla, Edith Teichmann, Inge Langen, Jochen Brockmann, Fred Haltiner
- 1964: Das lila Kleid der Valentine (Komödie am Kurfürstendamm Berlin) Regie: Rolf Kutschera mit: Sonja Ziemann, Friedel Schuster, Heinz Trixner, Heinz Spitzner, Franz-Otto Krüger, Heidy Bohlen
- 1964: Mary, Mary (Komödie am Kurfürstendamm Berlin) Regie: Harry Meyen mit: Harry Meyen, Gisela Peltzer, Elisabeth Volkmann
- 1965: Aufstand der Offiziere (Freie Volksbühne Berlin) Regie: Günther Fleckenstein mit: Otto Mächtlinger, Heinrich Fürst, J.P. Dornseif, Heinz Kammer, Georg Thomas, Robert Dietl, Gernot Duda, Horst Niendorf, Gert Haucke, Erich Goetze
- 1966: Quadrille (Berliner Theater) Regie: Karin Jacobsen mit: Karin Jacobsen, Michael Cramer, Kitty Mattern, Herta Worell, Eva Lissa, Ilse Trautschold, Bruno Arno, Martin Brandt, Norbert Langer, Horst Schultheis, Klaus Sonnenschein
- 1966: Romulus der Große (Freie Volksbühne Berlin) Regie: Heinrich Koch mit: Dieter Borsche, Tilly Lauenstein, Erich Fiedler, Peter Schiff, Herbert Weißbach
- 1966: Der Geizige (Freie Volksbühne Berlin) Regie: Sam Beseko mit: Willy Trenk-Trebitsch, Folker Bohnet, Loni Heuser, Steffy Helmar, Peter Schiff, Kurt Jaggberg, Günter Cordes
- 1966: Vater einer Tochter (Theater am Kurfürstendamm Berlin) Regie: Wolfgang Spier mit: Georg Thomalla, Hannelore Elsner, Jürgen Wölffer, Ruth Nimbach, Marie-Louise Schiemer, Steffi Ronau, Hans Georg Panczak, Gerd Prager, Lilo Hartmann, Ursel Peter, Peggy Hauert, Wolfgang Neusch, Joachim von Ulmann
- 1966: Und zweitens bin ich siebzehn (Hebbel-Theater Berlin) Regie: Wolfgang Lukschy mit: Anita Kupsch, Eva Andres, Wolfgang Lukschy, Andreas Mannkopff, Peter Musäus
- 1967: Komödie im Dunkeln (Komödie am Kurfürstendamm Berlin) Regie: Harry Meyen mit: Peer Schmidt, Ilse Pagé, Wolfgang Spier, Blandine Ebinger, Grit Boettcher, Leonard Steckel, Otto Czarski
- 1968: Vierzig Karat (Theater am Kurfürstendamm Berlin) Regie: Herbert Ballmann mit: Gisela Uhlen, Horst Niendorf, Gerhart Lippert, Inge Schmidt, Ulrike Blome, Ursula Lillig
- 1969: Die lieben Kinder (Theater am Kurfürstendamm Berlin) mit: Grethe Weiser, Evelyn Gressmann, Karin Buchholz, Ute Gerhard, Heinz Spitzner, Bruno Fritz, Rainer Rudolph, Käte Jaenicke, Wolfgang Koch
- 1970: Promises, Promises (Theater des Westens Berlin) Regie: Wolfgang Spier mit: Bibi Johns, Gideon Singer, Christiane Maybach, Oscar Sabo jun.
- 1972: Der Raub der Sabinerinnen (Hebbel-Theater Berlin) Regie: Stefan Meuschel mit: Rudolf Platte, Christine Gerlach, Vera Müller, Karin Hardt, Hans-Werner Bussinger, Bruno Fritz, Susanne Lüppertz, Dieter Henkel, Charles Hans Vogt
- 1972: Der tolle Tag oder Figaros Hochzeit (Festspiele Bad Hersfeld) Regie: Reinhold K. Olszewski mit: Anaid Iplicjian
- 1972: Dantons Tod (Festspiele Bad Hersfeld) Regie: Will Quadflieg mit: Will Quadflieg, Renate Schroeter
- 1972: Die liebe Familie (Fritz-Rémond-Theater Frankfurt/Main) mit: Inge Meysel
- 1974: Der tolle Tag (Tournee) Regie: Gustav Manker mit: Lis Verhoeven, Eckart Dux, Ursula Borsodi
- 1975: Süß und verrückt (Theater am Kurfürstendamm Berlin) Regie: Stefan Behrens mit: Harald Juhnke, Karin Eickelbaum
- 1975: Dachlawine (Theater am Kurfürstendamm Berlin) Regie: Ullrich Haupt mit: Karin Eickelbaum, Alice Treff, Ullrich Haupt
- 1976: Die erste Mrs. Selby (Hebbel-Theater Berlin) mit: Karin Jacobsen, Karin Heym, Inge Wolffberg, Oliver Grimm, Norbert Gastell
- 1976: August, August, August (Festspiele Heppenheim) Regie: Hans Richter mit: Harald Dietl
- 1976: Gaslicht (Hecht Theater Zürich) Regie: Peter Weck mit: Ellen Schwiers
- 1977: Begegnung im Herbst (Fritz-Rémond-Theater Frankfurt/Main und Tournee in Israel) Regie: Axel von Ambesser mit: Axel von Ambesser, Ruth Hausmeister/Hilde Krahl, Gwendolyn von Ambesser
- 1978: Der Werbeoffizier (Tournee) mit: Rüdiger Bahr, Christiane Rücker, Harald Dietl
- 1978: Kurschatten (Renaissance-Theater Berlin) mit: Brigitte Grothum, Hans-Georg Panczak, Dagmar Biener, Edith Schollwer, Kurt von Ruffin
- 1979: Der tolle Tag oder Figaros Hochzeit (Burgfestspiele Jagsthausen) Regie: Reinhold K. Olszewski mit: Claudia Rieschel, Liane Hielscher, Anna Teluren
- 1979: Guten Abend Mrs. Sunshine (Theater am Dom Köln) Regie: Alexander Kräft mit: Lia Wöhr, Anneliese Uhlig, Wega Jahnke, Edith Behleit, Jörn Nagel, Wolfgang Sembdner, Gisela Traut
- 1980: Pepsie (Theater an der Briennerstraße München) Regie: Joseph Saxinger mit Grit Boettcher, Christian Wolff, Barbara Rath, Oswald Kneip
- 1981: Italienische Hochzeit (Renaissance-Theater Berlin) Regie: Horst Balzet mit: Heidemarie Hatheyer, Blandine Ebinger, C.A. Bück
- 1981: Der tolle Tag oder Figaros Hochzeit (Festspiele Heppenheim) Regie: Hans Richter mit: Gardy Granass, Andrea L’Arronge, Claus Obalski
- 1981: Ein Engel namens Schmitt (Neue Schaubühne – Tournee) Regie: Harald Leipnitz mit: Maxl Graf, Monika Dahlberg
- 1981: Altmodische Komödie (Fritz-Rémond-Theater Frankfurt/Main und Kammerspiele Düsseldorf) mit: Elfriede Kuzmany
- 1983: Der Snob (Tournee) mit: Hans-Helmut Dickow, Claudia Golling, Barbara Rath, Thomas Stroux
- 1983: Der aufhaltsame Aufstieg des Arturo Ui (Renaissance-Theater Berlin) Regie: Heribert Sasse mit: Heribert Sasse, Harry Wüstenhagen, Günther Bothur, Maximilian Ruethlein, Georg Tryphon, Kurt von Ruffin, Michael Stutz, Hans Dieter Zeidler/Eberhard Wechselberg, Marcel Werner/Harald Effenberg, Sascha Scholl, Till Hoffmann, Anita Lochner, Engelbert von Nordhausen, Friedrich Plate, Heinz Kammer, Joachim Tennstedt, Egon Hofmann, Ulrich Brämer, Frank Pulst, Klaus Volk, David Schroeder, Tim-Owe Georgi
- 1983: Einmal Moskau und zurück (Fritz-Remond-Theater Frankfurt/Main) Regie: Egon Baumgarten mit: Lotte Barthel, Margret van Munster, Anna Teluren, Margit Wolff
- 1984: Rivalen (Tournee) Regie: Heinz Schirk mit: Wolfgang Völz, Veronika Faber, Erika Domenik, Thomas Naumann, Lutz Mackensy
- 1985: Romeo mit grauen Schläfen (Kleine Komödie im Bayerischen Hof München) Regie: Jürgen Wölffer mit: Axel von Ambesser, Winnie Markus
- 1986: Es war die Lerche (Hamburger Kammerspiele) Regie: Ephraim Kishon mit: Herbert Bötticher, Doris Gallart
- 1987: Romeo mit grauen Schläfen (Theater am Kurfürstendamm Berlin) mit: Karl Schönböck, Evelyn Gressmann, Irene Marhold, Nadina Beluhan, Adisat Semenitsch
- 1987: Komödie im Dunkeln (Komödie am Kurfürstendamm Berlin) Regie: Wolfgang Spier mit: Herbert Herrmann, Wolfgang Spier/Wilfried Herbst, Hannelore Cremer, Heide Keller, Karin David, Peter Schlesinger
- 1988: Wie einst im Mai (Theater des Westens Berlin) Regie: Helmut Baumann mit: Andreas Mannkopff
- 1988: Der Lord und das Kätzchen (Komödie Frankfurt/Main) mit: Karin Dor, El Tarha Ibrahim, Wolfram A. Guenther
- 1989: Eins, zwei, drei (Theater des Westens Berlin) Regie: Helmut Baumann mit: Anton Rattinger, Joel Kirby
- 1989: Ein netter Herr (Kleine Komödie am Max-II-Denkmal München) mit: Heidelinde Weis, Harald Leipnitz, Hannelore Cremer, Marianne Lindner, Will Spindler
- 1991: Jetzt oder nie (Hansa-Theater Berlin) Regie: Joachim Kerzel mit: Helga Göring, Christoph Engel, Yvonne Brüning, Klaus Rumpf
- 1992: Otello darf nicht platzen (Theater am Kurfürstendamm Berlin) Regie: Peter Lund mit: Heinz Rennhack, Christine Schild, Sabine Schwarzlose, Peter Renz, Edda Pastor, Daniel White, Monika Tabsch
- 1992: Walzer des Toreros (Das Ei Berlin) Regie: Fritz Göhler
- 1993: Geld (Renaissance-Theater Berlin) mit: Edith Hancke, Therese Lohner, Rudolf Bissegger, Heinz Fabian, Gerhard Friedrich, Horst Pinnow, Bernd Rumpf
- 1996: Gin Rommé (Fritz-Remond-Theater Frankfurt/Main) Regie: Peter Kühn mit: Hannelore Zeppenfeld
- 1997: Pension Schöller (Komödie am Kurfürstendamm Berlin) Regie: Jürgen Wölffer mit: Winfried Glatzeder, Achim Wolff, Herbert Köfer, Elisabeth Wiedemann, Claudia Weiske, Anton Rattinger, Madeleine Lierck, Julian Scheunemann
- 1998: Komödie im Dunkeln (Komödie Winterhuder Fährhaus Hamburg) Regie: Wolfgang Spier mit: Tom Pauls, Elisabeth Wiedemann, Wolfgang Spier
- 2000: Mein Freund Harvey (Komödie am Kurfürstendamm Berlin) Regie: Jürgen Wölffer mit: Winfried Glatzeder, Elisabeth Wiedemann/Gaby Gasser, Daniela Ziemann, Evelyn Künneke/Gerda Gmelin, Maximilian Held, Uli Krohm, Laura Leyh
- 2000: Wie werde ich reich und glücklich? (Komödie Winterhuder Fährhaus Hamburg und Komödie am Kurfürstendamm Berlin) Regie: Martin Wölffer mit: Tommaso Cacciapuoti, Angela Schmidt-Burgk, Susanne Eisenkolb, Gerd Lukas Storzer, Angela Hercules-Joseph, Dietmar Wunder
- 2002: Mutter Gräbert macht Theater (Theater am Kurfürstendamm Berlin) Regie: Klaus Sonnenschein mit: Edith Hancke, Klaus Sonnenschein, Vasiliki Roussi, Sylvia Wintergrün, Jean Maesér, Santiago Ziesmer, Monika Tabsch, Jürgen Kluckert, Stephan Schulz
- 2004: Pension Schöller (Komödie am Kurfürstendamm Berlin) Regie: Jürgen Wölffer mit: Winfried Glatzeder, Achim Wolff, Herbert Köfer, Marion van de Kamp, Victoria Sturm, Anton Rattinger, Renate Geißler, Oliver Betke
- 2004: Zimmer frei (Stadttheater Hagen) mit: Edeltraud Kwiatkowski
- 2006: Verdammt lange her (Renaissance-Theater Berlin) Regie: Torsten Fischer mit: Suzanne von Borsody, Thomas Limpinsel, Victor Schefé, Markus Gertken, Cusch Jung, Stefan Lahr, Daniel Montoya, Thomas Schendel
- 2008: Pension Schöller (Komödie am Kurfürstendamm Berlin) Regie: Jürgen Wölffer mit: Winfried Glatzeder, Achim Wolff, Herbert Köfer, Edith Hancke, Victoria Sturm, Klaus Sonnenschein, Renate Geißler, Oliver Betke
- 2008: November (Renaissance-Theater Berlin) Regie: Torsten Fischer mit: Rufus Beck, Tilo Prückner, Anna Franziska Srna, Nikolaus Okonkwo

## Auszeichnungen
- 2006 – Deutscher Preis für Synchron für sein herausragendes Gesamtwerk in der Synchronarbeit
- 2007 – Synchron-Zuhörerpreis Die Silhouette in der Kategorie Lebenswerk

## Autobiografie
- Ich war doch immer ich. Lebenserinnerungen. Das Neue Berlin, Berlin 1996, ISBN 3-359-00841-3.